# 加藤博章 (国際政治学者)
加藤 博章（かとう ひろあき、1983年 - ）は、日本の国際政治学者、朝日大学法学部准教授。専門は、日本政治外交史、東アジア国際政治史。

## 経歴
1983年、東京都生まれ。2009年、上智大学大学院グローバル・スタディーズ研究科国際関係論専攻博士前期課程修了、2017年、名古屋大学大学院環境学研究科社会環境学専攻環境法政論講座博士課程（後期課程）単位取得退学。2018年、「自衛隊海外派遣の起源」で博士（法学）の学位を取得。
防衛大学校総合安全保障研究科特別研究員、国立公文書館アジア歴史資料センター調査員、ロンドン大学キングスカレッジ客員研究員、東京福祉大学国際交流センター特任講師、一般社団法人日本戦略研究フォーラム主任研究員、大連外国語大学日本語学院外籍講師を経て現職。

## 著書

### 単著
- 『自衛隊海外派遣の起源』（勁草書房 2020年）

### 共編著
- （石山哲也・渋谷淳一・宮城佑輔・若狭清紀）『あらためて学ぶ日本と世界の現在地』（千倉書房、2019年）

### 共編回想
- （瀬川高央・服部龍二・若月秀和）『長谷川和年　首相秘書官が語る中曽根外交の舞台裏　米・中・韓との相互信頼はいかに構築されたか』（朝日新聞出版、2014年）
- （服部龍二・竹内桂・村上友章）『元国連事務次長　法眼健作回顧録』（吉田書店、2015年）